# Корсаково (Калужская область)
Корсаково — деревня в Жуковском районе Калужской области России. Административный центр сельского поселения «Деревня Корсаково».

## Физико-географическая характеристика
Находится в северо-восточной части Калужской области, рядом с границей с Московской областью. Стоит на левом берегу Нары примерно в 7 км ниже моста через реку на автодороге А130. Рядом — населённые пункты  — Глядово, Чернишня.

## Население
| 2002 | 2010 |
| ---- | ---- |
| 275  | ↘273 |